# Riviera-Story
Riviera-Story ist ein deutsches Ehemelodram aus dem Jahre 1961 mit Ulla Jacobsson und Wolfgang Preiss in den Hauptrollen.

## Handlung
Die Filmhandlung spielt in der Wirtschaftswunderzeit. Ein gutsituiertes Hamburger Ehepaar residiert standesgemäß an der Elbchaussee und gehört der gesellschaftlichen Oberschicht an. Der Reeder Arthur Dahlberg geht ganz in seiner Arbeit, die ihn erfolgreich und wohlhabend gemacht hat, auf und vernachlässigt dementsprechend seine sehr viel jüngere, attraktive Ehefrau Anja. Sie beklagt sich zwar, doch ihr Gatte scheint die Brisanz ihrer Beschwerden nicht zu erkennen. Erst als es beinah zu spät ist, sieht Arthur ein, dass er etwas tun muss, und geht mit Anja auf eine Vergnügungsreise ans Mittelmeer. An der französischen Riviera, der Côte d’Azur, erhofft das Paar, endlich wieder gemeinsame Stunden zu haben und erneut zueinander zu finden. Doch Arthur kommt aus seinem Trott nicht heraus, auch hier hat er stets Geschäfte im Kopf. Diesmal müsse er, so erklärt Arthur seiner enttäuschten Gattin, nur ein einziges Meeting, und zwar mit dem griechischen Kollegen Nikanos, absolvieren; der Rest der Zeit würde er sich ganz ihr widmen.
Doch Reeder Nikanos stellt sich als schwieriger und hartgesottener Verhandlungspartner heraus, und Arthur wird sich dadurch sehr viel länger als erwartet geschäftlichen Dingen widmen müssen. Dies ist für Anja zu viel, und auch sie beginnt sich umzuorientieren. Der junge, smarte Schriftsteller Roy Benter hat es ihr angetan, und sie beginnt mit ihm eine Affäre, obwohl sie eigentlich überhaupt nicht darauf aus war. Erst spät … aber nicht zu spät … erkennt Gatte Arthur, dass er seine Ehefrau zu verlieren droht. Jetzt fällt der Groschen, und er beginnt um Anja zu kämpfen. Anja wiederum sieht ein, dass Arthurs Fokus auf Geschäft und Firma nicht Selbstzweck, sondern pure Überlebensstrategie war. Am Ende siegt beider Einsicht, dass ihre Ehe wichtiger als alles andere ist, und mit einem Kuss besiegelt das Ehepaar seine Zusammengehörigkeit.

## Produktionsnotizen
Riviera-Story, auch unter den Titeln Die von der Elbchaussee und Die Nacht mit Anja bekannt, wurde im Sommer 1961 in Hamburg und an der Côte d’Azur gedreht, lief am 7. Dezember 1961 in Deutschland an.
In einer kurzen Szene ist der französische Filmstar Jean-Paul Belmondo zu sehen. Während Becker die Côte-d’Azur-Szenen filmte, entdeckte er auch Belmondo, der hier gerade seinem Hobby nachging und an einem Autorennen teilnahm. Becker nahm Belmondo mit seinem Fahrzeug auf und fügte später diese Szene in seinen Film ein.

## Kritiken
Paimann’s Filmlisten resümierte: „Diese mässig gefühlsbetonte Ehegeschichte ist mit wirtschaftswunderlichen Streiflichtern in stimulierender Umwelt … mit der diskret agierenden Ulla Jacobsson und sicheren Gegenspielern seriös aufbereitet.“

„Der Seitensprung einer Reedersgattin mit einem Schriftsteller. Der vielbeschäftigte Ehemann bekommt Wind davon, aber nach einigen Gemütsaufwallungen verschließt er den schuldigen Mund der Gattin mit einem Kuß: ‚Ich habe mich zu wenig um dich gekümmert.‘ Deutsches Unterhaltungskino anno 1961.“